# Republic F-84

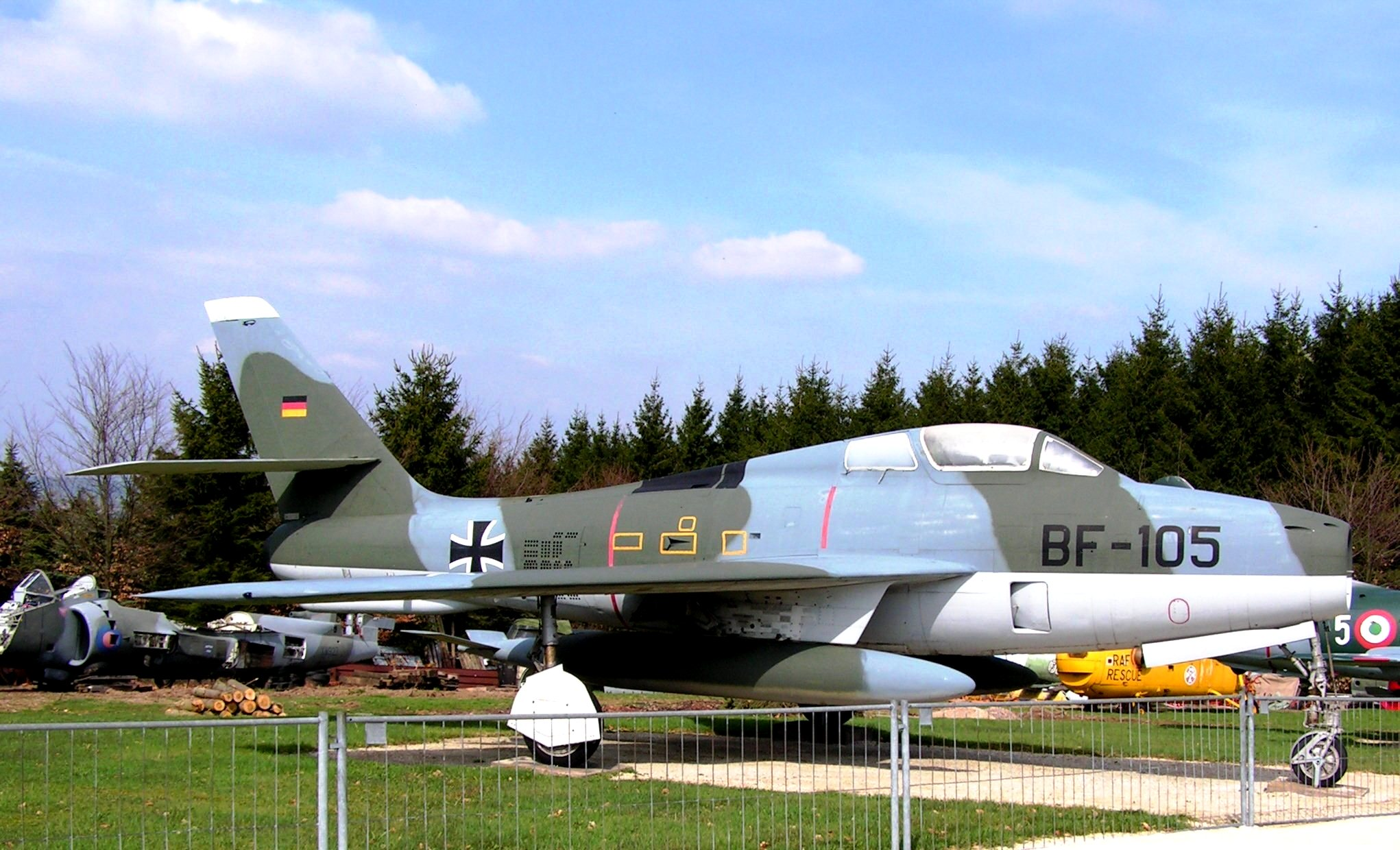
F-84F der Luftwaffe der Bundeswehr in der Flugausstellung Hermeskeil

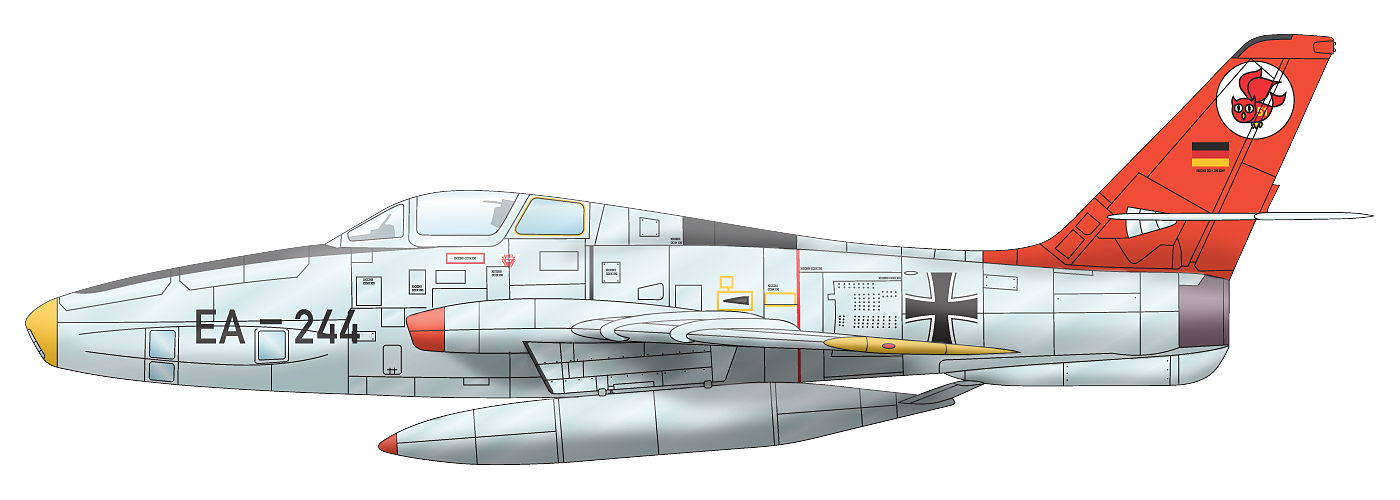
Darstellung einer RF-84F des Aufklärungsgeschwaders 51

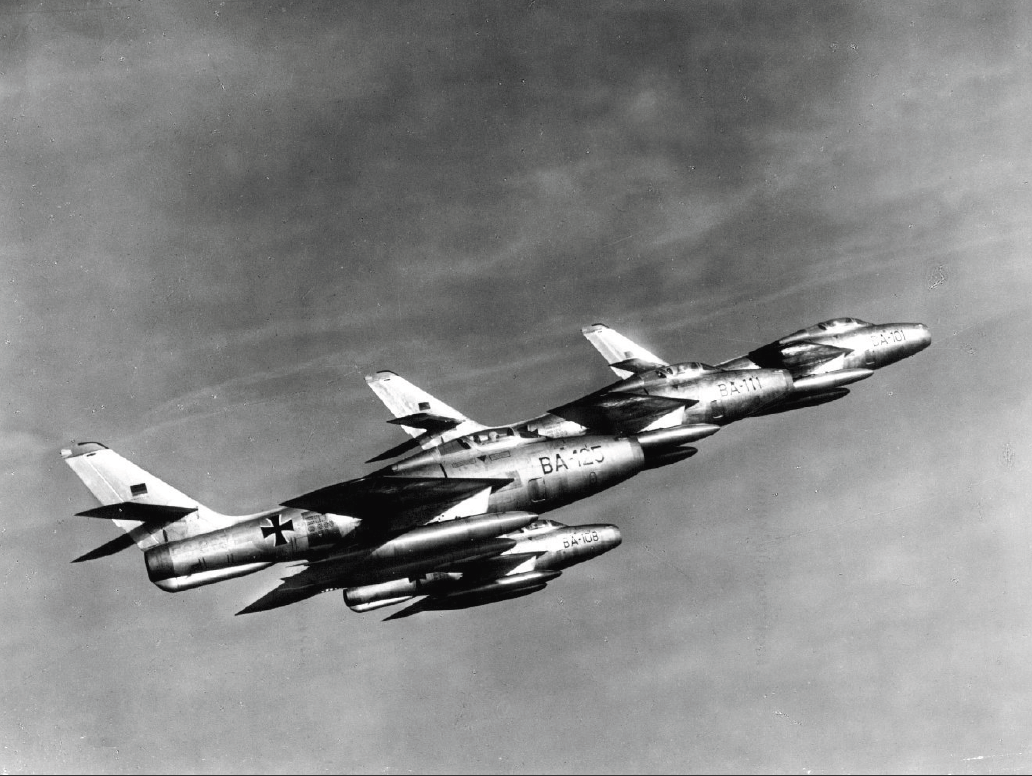
F-84F der Waffenschule 30, um 1960

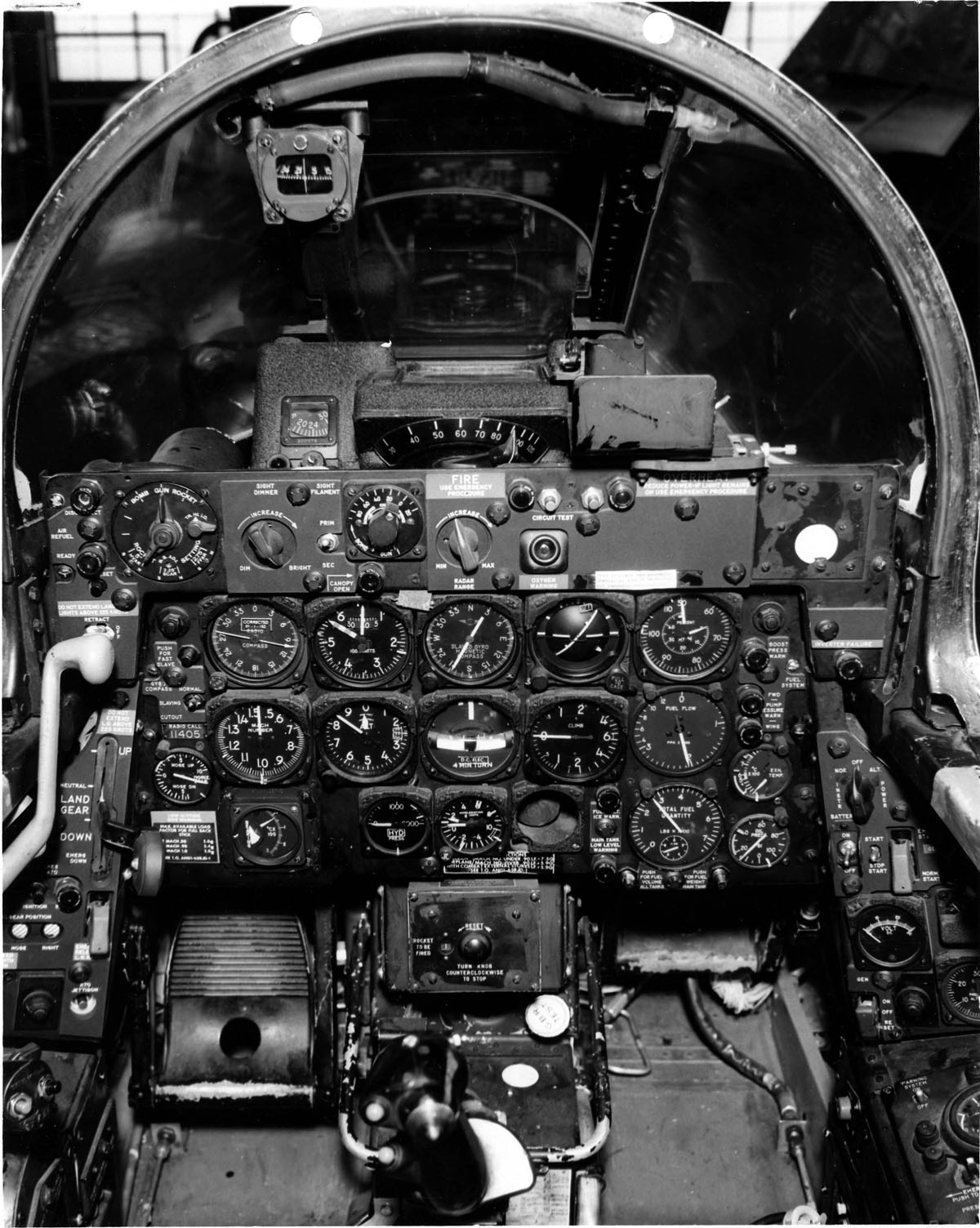
Cockpit einer F-84F der U.S. Air Force

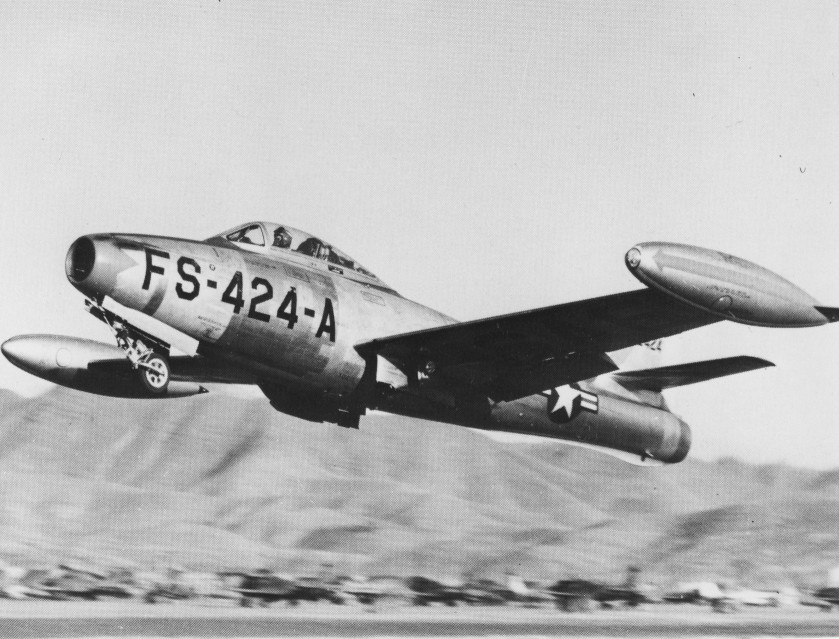
F-84E der USAF

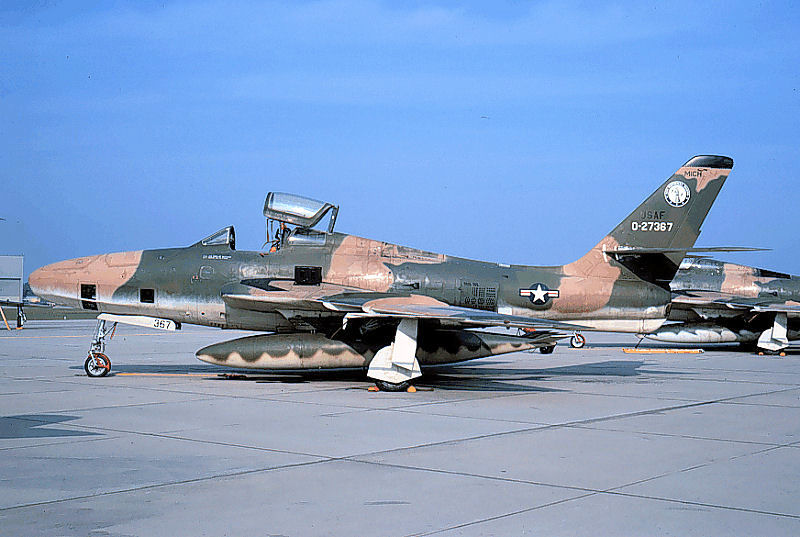
RF-84F der Michigan National Guard

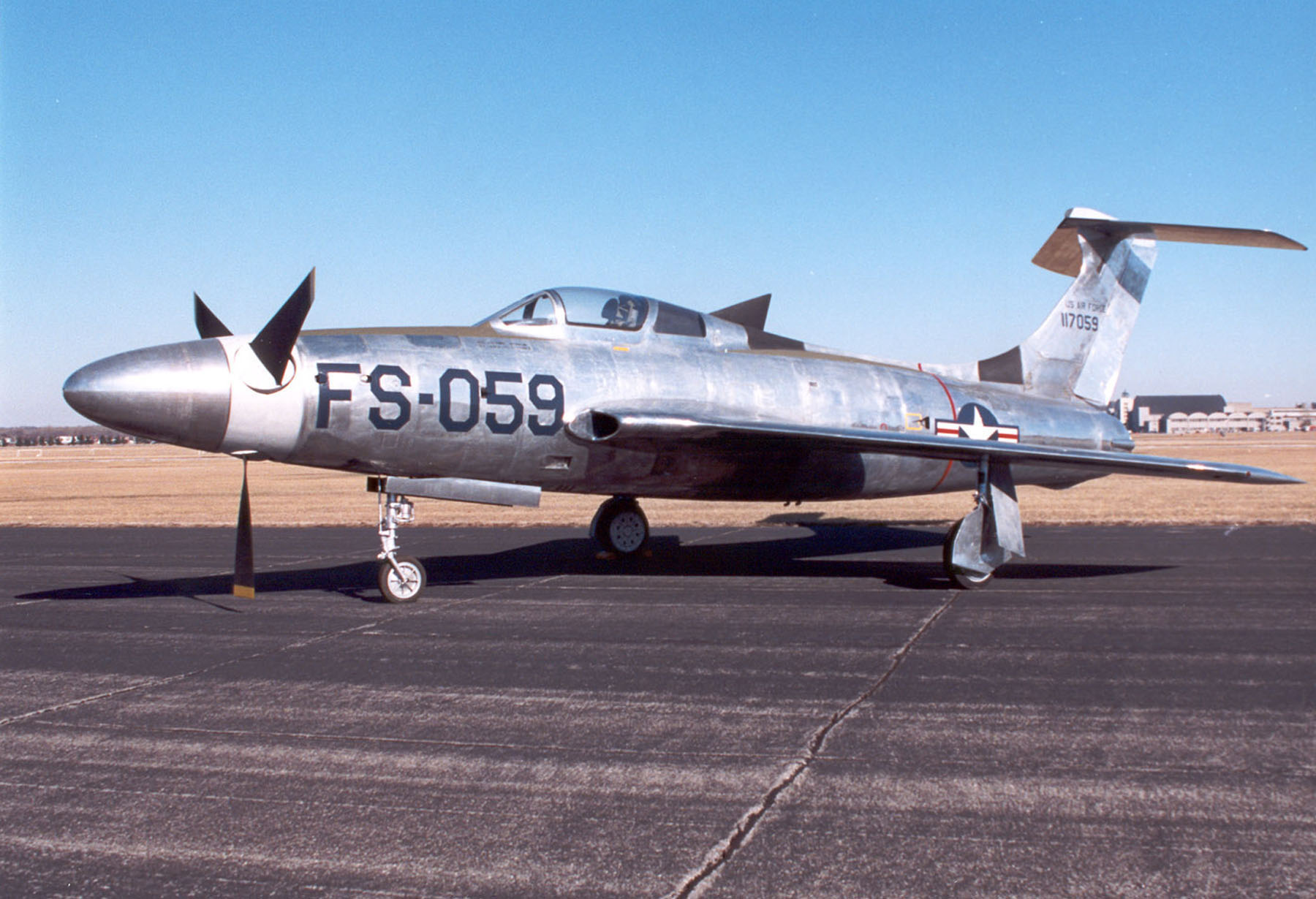
XF-84H, Versuchsmaschine mit Turbopropantrieb

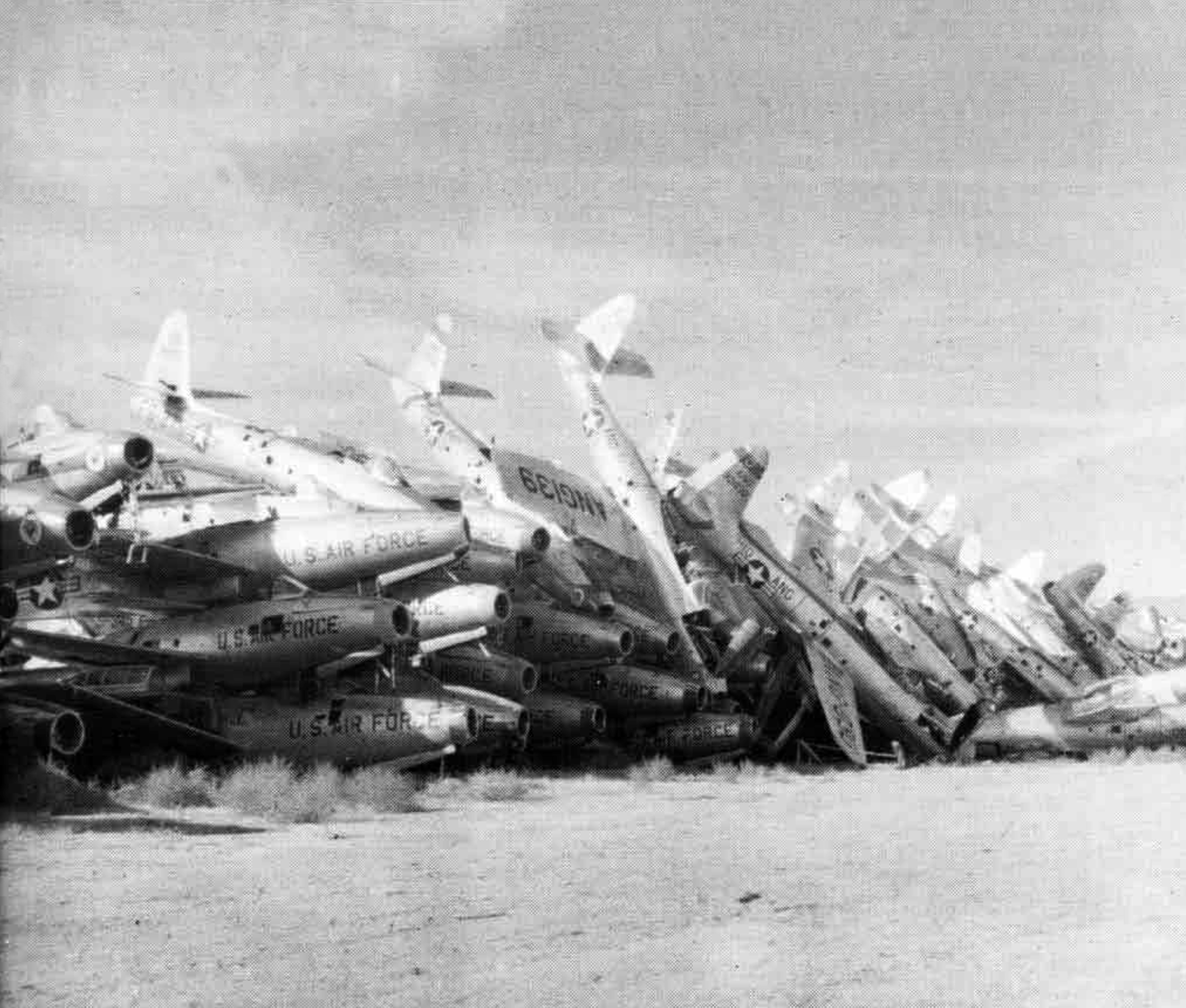
Ausgemusterte F-84 im Juni 1980 im Military Aircraft Storage and Disposition Center bei Tucson (Arizona)

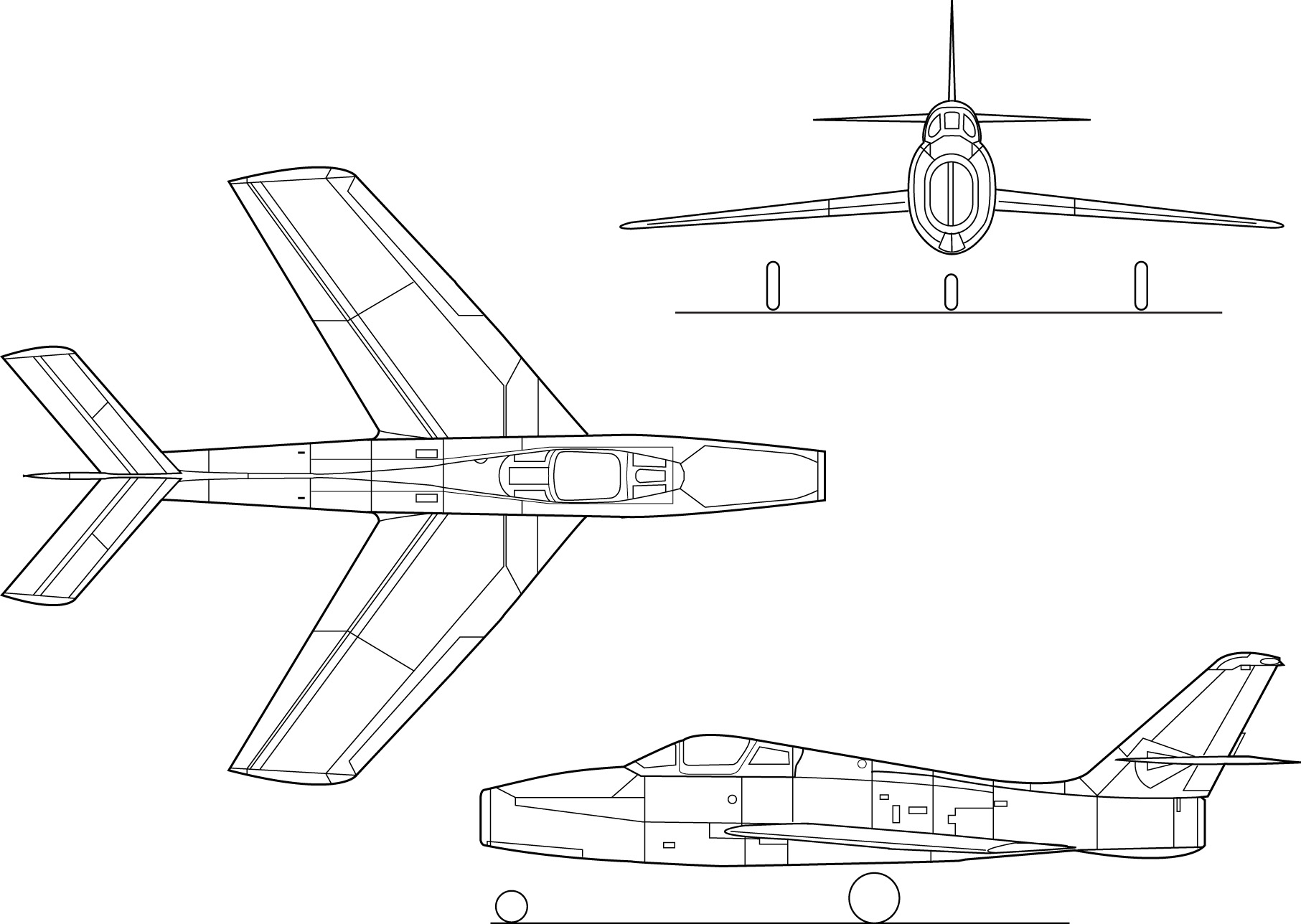
Risszeichnung der F-84F

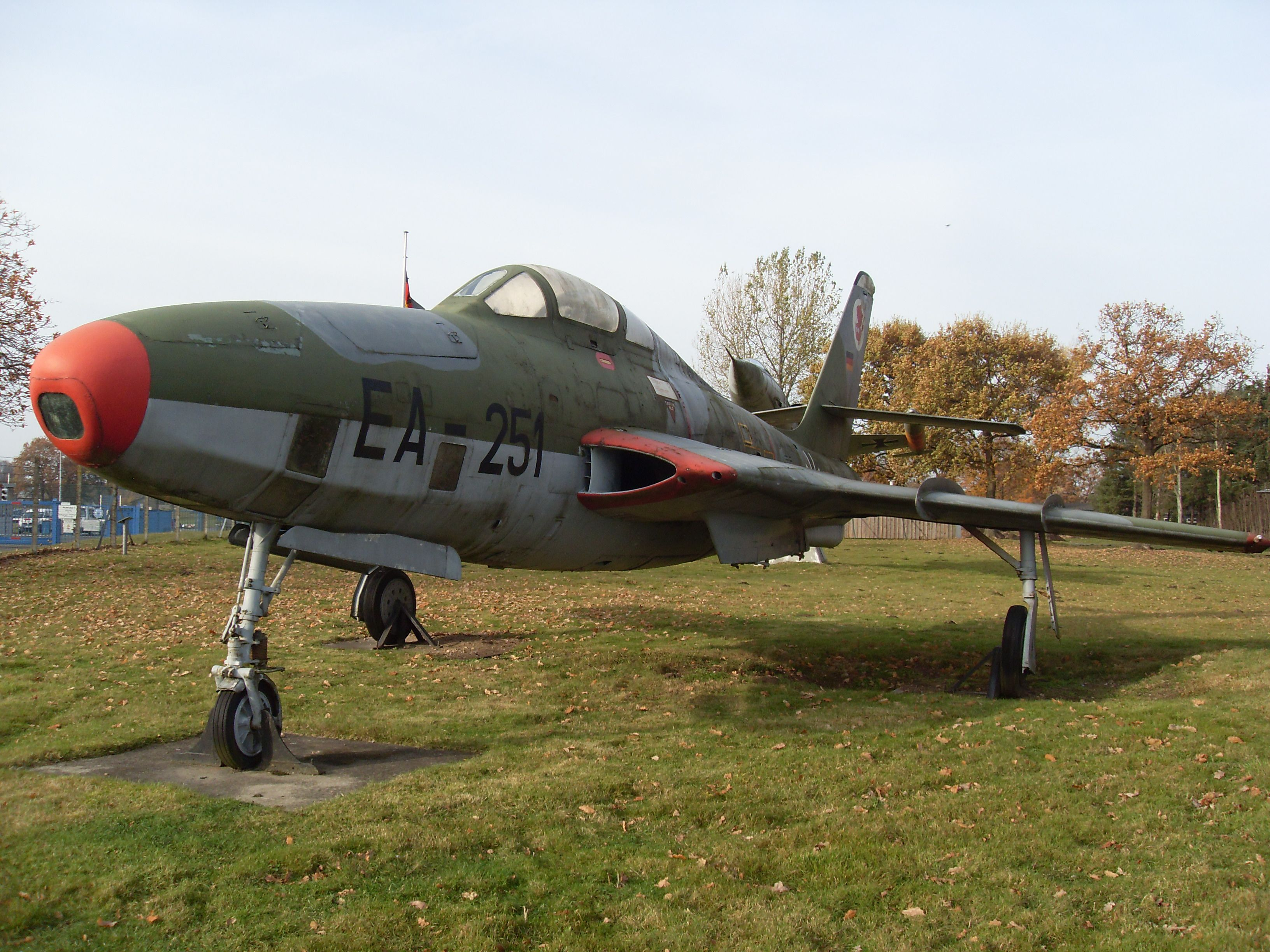
RF-84F auf dem Fliegerhorst Schleswig (früher Jagel) mit verlängertem und geschlossenem Rumpfbug für den Einbau von sechs Kameras

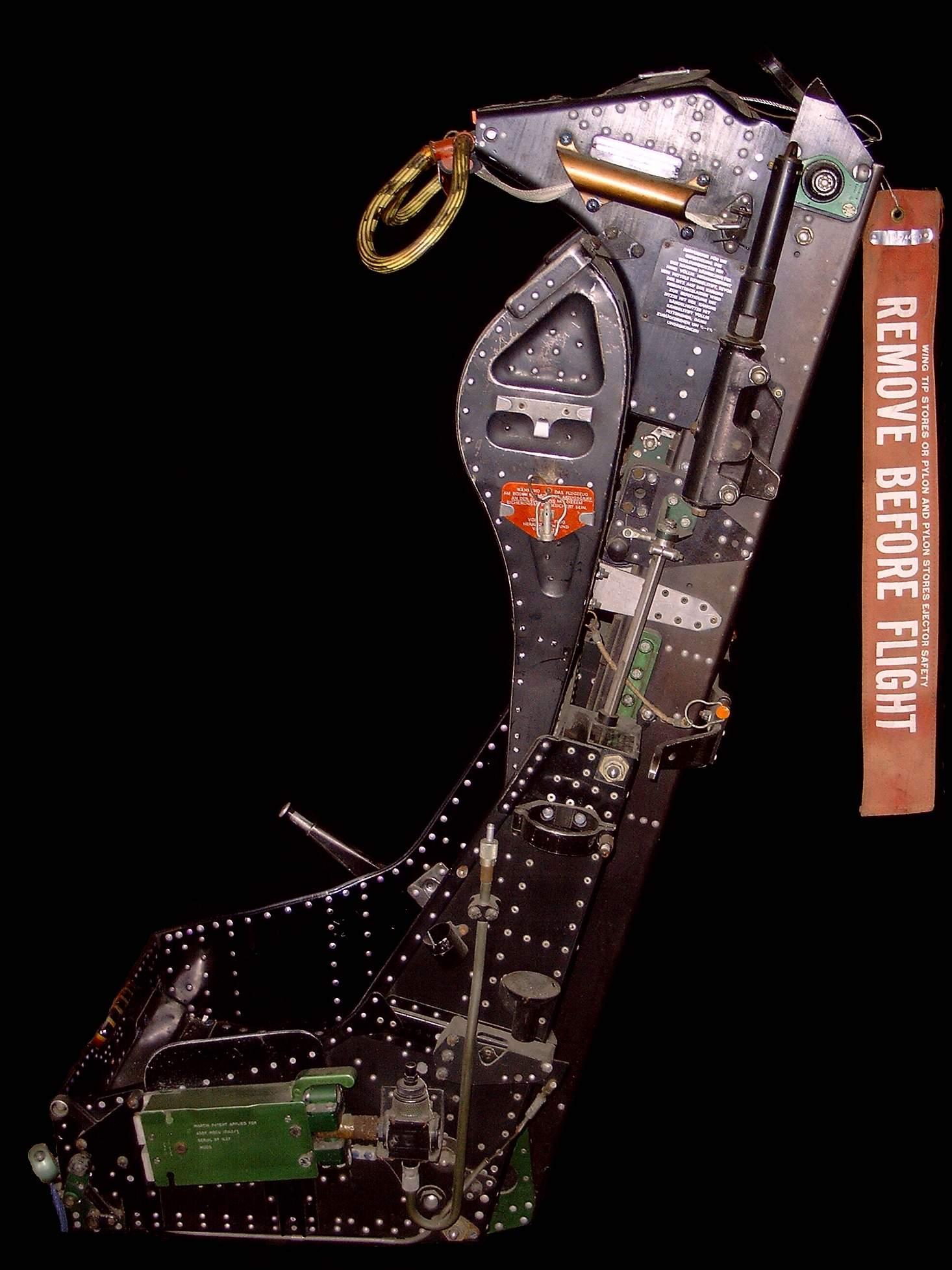
Martin-Baker-Schleudersitz MK.GT5, war in der F-84 Thunderjet von 1961 bis 1976 im Gebrauch

Die Republic F-84 war ein einstrahliges Kampfflugzeug aus US-amerikanischer Produktion, das während der Anfangszeit des Kalten Krieges im Einsatz war. Es wurde von der Republic Aviation Company in drei verschiedenen Ausführungen hergestellt: als F-84B/C/D/E/G Thunderjet mit ungepfeilten Flügeln, als F-84F Thunderstreak mit gepfeilten Flügeln und als Aufklärer RF-84F Thunderflash.

## Entwicklung und Einsatz
Die Republic F-84 „Thunderjet“ wurde von Alexander Kartweli konzipiert und gegen Ende des Zweiten Weltkrieges als strahlgetriebenes Jagdflugzeug für die United States Air Force zunächst unter dem Kürzel P-84 (Pursuit, engl. Verfolgung) konstruiert. Mit der Einführung des neuen Klassifizierungssystems 1947 wurde bei der Indienststellung F-84 (Fighter, engl. Jäger) verwendet. Der Jungfernflug des Prototyps XP-84 fand am 28. Februar 1946 mit William A. Lein statt. Ein zweiter Prototyp flog erstmals im August 1946. Das Flugzeug wurde bis 1953 in einer Stückzahl von etwa 4450 produziert.
Die ersten F-84-Varianten hatten gerade Tragflächen und erwiesen sich im Koreakrieg den sowjetischen Jägern vom Typ Mikojan-Gurewitsch MiG-15 mit ihren gepfeilten Tragflächen als unterlegen. Gepfeilte Tragflächen ermöglichen durch ihren niedrigeren Luftwiderstand bei hoher Geschwindigkeit wesentlich bessere Flugleistungen. Die F-84 wurde daher aus dem Einsatz als Jäger zurückgezogen und nur noch als Jagdbomber für Angriffe auf feindliche Züge, Depots, Brücken, Stellungen, Truppen etc. verwendet. Sie trug Bomben (inkl. Napalm-Kanistern) und ungelenkte Raketen. Am 21. Januar 1951 gelang dem US-Piloten William E. Bertram erstmals der Abschuss einer nordkoreanischen MiG-15 mit einer F-84.
Vom 16. bis 17. Juli 1952 flogen zur Verstärkung der US-Luftstreitkräfte im Koreakrieg 58 F-84 von der Turner Air Force Base in Georgia über den Pazifik mit Auftankungen auf mehreren Inseln zur Yokota Air Base in Japan.
Der Misserfolg der F-84-Versionen mit geraden Tragflächen in der ursprünglich geplanten Rolle als Jagdflugzeug führte später zur Entwicklung einer verbesserten Variante mit gepfeilten Flügeln. Diese umfassende Weiterentwicklung der ursprünglichen F-84 wurde F-84F Thunderstreak genannt (obwohl der Prototyp YF-96 genannt wurde und eine neue Modellnummer implizierte). Der auf der F-84F basierende Aufklärer (reconnaissance aircraft: R) war die RF-84F Thunderflash.
Die F-84G war der erste US-Jagdbomber, der taktische Atomwaffen tragen konnte. Im November 1951 erhielt die 20th Fighter-Bomber die ersten F-84G. Ab August 1953 wurden mehrere F-84G bei der 3. US Air Force in Großbritannien stationiert.
Die F-84 wurde auch an viele befreundete Luftstreitkräfte geliefert, darunter ab 1957 rund 450 Jagdbomber F-84F und 108 Aufklärer RF-84F an die Luftwaffe der Bundesrepublik Deutschland. Diese gab ihre Maschinen bis Mitte der 1960er-Jahre zugunsten der F-104 an ausländische Luftstreitkräfte ab. Bei der griechischen Luftwaffe waren noch bis 1991 drei Maschinen der Aufklärerversion RF-84 im Einsatz. Die US Air Force ersetzte Mitte der 1960er-Jahre das Muster durch die F-100 Super Sabre und gab die F-84 an die National Guard weiter. Dort wurden die letzten Maschinen dieses Typs schon im Jahre 1971 endgültig ausgemustert.
Bei Piloten der deutschen Luftwaffe war die F-84 wegen ihres schlechten Schub-Gewichts-Verhältnisses gefürchtet. So kam es bei extremen Flugmanövern – beispielsweise bei schnellem Hochziehen – leicht zum Strömungsabriss, außerdem brauchte das Flugzeug wegen des schwachen Triebwerks, gerade mit voller Beladung, eine ausreichend lange Startbahn zum Abheben. Insgesamt 202 deutsche F-84, davon 170 „Thunderstreak“ und 32 „Thunderflash“, wurden als Totalschaden verzeichnet.
Die US Air Force verlor zwischen 1948 und 1960 insgesamt 1115 F-84 und 68 RF-84 durch Unfall. Dazu kamen 249 Einsatzverluste in Korea, wovon 153 durch Feindeinwirkung (zum größten Teil durch Bodenbeschuss) verloren gingen.

## Produktion
Die F-84 wurde von Republic und General Motors in Serie gebaut. Fast 4000 Flugzeuge wurde für das Military Defense Aid Programm (MDAP) produziert.
Abnahme der F-84 durch die USAF:
| Hersteller     | Version      | 1946 | 1947 | 1948 | 1949 | 1950 | 1951 | 1952 | 1953 | 1954 | 1955 | 1956 | 1957 | SUMME |
| -------------- | ------------ | ---- | ---- | ---- | ---- | ---- | ---- | ---- | ---- | ---- | ---- | ---- | ---- | ----- |
| Republic       | XP-84        | 2    |      |      |      |      |      |      |      |      |      |      |      | 2     |
| Republic       | XP-84A       | 1    |      |      |      |      |      |      |      |      |      |      |      | 1     |
| Republic       | YP-84A       |      | 15   |      |      |      |      |      |      |      |      |      |      | 15    |
| Republic       | F-84B        |      | 91   | 135  |      |      |      |      |      |      |      |      |      | 226   |
| Republic       | F-84C        |      |      | 191  |      |      |      |      |      |      |      |      |      | 191   |
| Republic       | F-84D        |      |      | 37   | 117  |      |      |      |      |      |      |      |      | 154   |
| Republic       | F-84E        |      |      |      | 170  | 312  | 261  |      |      |      |      |      |      | 744   |
| Republic       | F-84E MDAP   |      |      |      |      | 25   | 72   | 3    |      |      |      |      |      | 100   |
| Republic       | YF-84F       |      |      |      |      | 1    | 2    |      |      |      |      |      |      | 3     |
| Republic       | F-84F        |      |      |      |      |      |      | 2    | 280  | 549  | 426  | 1    | 1    | 1258  |
| General Motors | F-84F        |      |      |      |      |      |      |      | 32   | 169  | 36   |      |      | 237   |
| Republic       | F-84F MDAP   |      |      |      |      |      |      |      |      |      | 286  | 266  | 300  | 852   |
| General Motors | F-84F MDAP   |      |      |      |      |      |      |      |      | 7    | 355  |      |      | 362   |
| Republic       | F-84G        |      |      |      |      |      | 272  | 392  | 125  |      |      |      |      | 789   |
| Republic       | F-84G MDAP   |      |      |      |      |      | 61   | 1543 | 632  |      |      |      |      | 2236  |
| Republic       | YF-84J       |      |      |      |      |      |      |      |      | 1    |      |      |      | 1     |
| Republic       | YRF-84F      |      |      |      |      |      | 1    |      |      |      |      |      |      | 1     |
| Republic       | RF-84F       |      |      |      |      |      |      |      | 2    | 41   | 234  | 86   |      | 363   |
| Republic       | RF-84F Ficon |      |      |      |      |      |      |      |      |      | 25   |      |      | 25    |
| Republic       | RF-84F MDAP  |      |      |      |      |      |      |      |      |      | 124  | 203  |      | 327   |
| SUMME          |              | 3    | 106  | 363  | 287  | 338  | 669  | 1940 | 1071 | 767  | 1486 | 556  | 301  | 7887  |

Insgesamt 23 RF-84F Ficon wurden zu RF-84K umgebaut.

## Versionen

### Thunderjet
XP-84
3 Prototypen, General-Electric-J35-Triebwerk
YP-84A
15 Vorserienflugzeuge, J-35-A-15-Triebwerk
F-84A Thunderjet
Nicht produziert (bestellt waren 99 Flugzeuge)
F-84B Thunderjet
Erste Serienversion, einziger Unterschied zur YP-84A waren andere MGs, 226 produziert
F-84C Thunderjet
J-35-A-13-Triebwerk, sechs (statt vier) 12,7-mm-MGs, 191 produziert
F-84D Thunderjet
verbesserte F-84C mit verstärkter Zelle und Tragflächen, 154 produziert
F-84E Thunderjet
J-35-A-17-Triebwerk, verlängerter und verstärkter Rumpf, größere Zusatztanks an den Flügelspitzen und als Außenlast, bis zu 2000 kg Außenlasten, 843 produziert
F-84G Thunderjet
F-84E mit Ausrüstung zur Luftbetankung und J-35-A-29-Triebwerk, bis zu 2700 kg Außenlasten, 3025 produziert

### Thunderstreak und Thunderflash
YF-96A
Vorserienmodell der F-84F, später zum Parasite Fighter umgebaut und als YRF-84F bezeichnet, ein Exemplar (Seriennummer 49-2430)
F-84F Thunderstreak
Weiterentwicklung auf Basis der F-84E mit neuem Wright-J65-Triebwerk und gepfeilten Tragflächen, 2711 produziert
RF-84F Thunderflash
Aufklärer (Reconnaissance) mit verlängertem und geschlossenem Rumpfbug für den Einbau von sechs Kameras, Wright-J65-W3-Triebwerk, auf Basis der F-84F, 715 produziert
XF-84H
Zwei umgebaute F-84F zum Test von Turbopropantrieben, genannt „Thunderscreech“ wegen der extremen Lautstärke im Flugbetrieb
YF-84J
Eine Versuchsmaschine F-84F mit Triebwerk General Electric J73
RF-84K Thunderflash
Version der RF-84F, die als Außenlast durch eine Convair B-36 näher an den Einsatzort transportiert werden konnte, wobei sie im Flug ausgeklinkt wurde (siehe Foto im Artikel über die B-36)

## Ehemalige Nutzer
- Belgien
- Dänemark
- Deutschland
- Frankreich
- Griechenland
- Iran
- Italien
- Jugoslawien
- Niederlande
- Norwegen
- Portugal
- Thailand
- Taiwan
- Türkei
- Vereinigte Staaten

## Stationierungsorte in der Bundesrepublik Deutschland

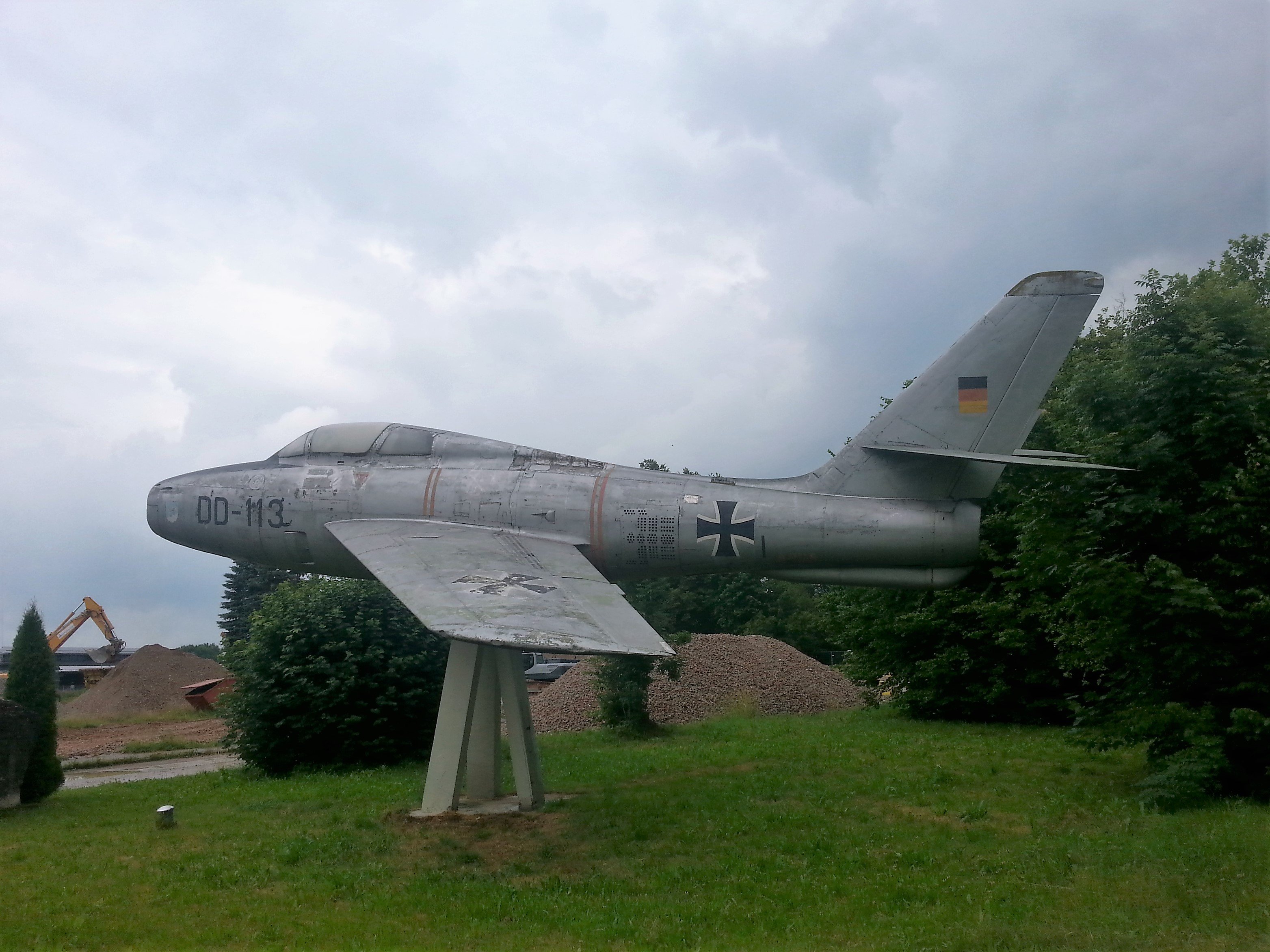
F-84 im ehemaligen Fliegerhorst Memmingen

Die US-Amerikaner betrieben Anfang der 1950er-Jahre zwei Jagdbombergeschwader, Fighter Bomber Wings (FBW), auf deutschem Boden, die mit je drei Staffeln, Fighter Bomber Squadrons (FBS) ausgerüstet waren. Ihre Hauptaufgabe war jedoch nicht, wie die Bezeichnung vermuten lässt, der Bodeneinsatz, sondern die Abfangjagd. Auch die niederländischen Luftstreitkräfte und die belgische Luftwaffe stationierten auf Basen der Royal Air Force zeitweise F-84 in Deutschland. Später fand die F-84 als Jagdbomber und Kampfaufklärer bei der Luftwaffe Verwendung, die deutschen Geschwader bestanden jedoch in der Regel aus lediglich zwei fliegenden Staffeln.
- Force aérienne belge/Belgische Luchtmacht/Belgian Air Force
  - RAF Brüggen, 1953, F-84E/G (1. und 2. Smaldeel des 2. Wing, 23. und 31. Smaldeel des 10. Wing), übergangsweise während die belgischen Heimatbasen Florennes und Kleine Brogel instand gesetzt wurden
  - RAF Geilenkirchen, Mai 1953 bis 1953, F-84G (23. und 31. Smaldeel des 10. Wing), übergangsweise während die belgische Heimatbasis Kleine Brogel instand gesetzt wurde
  - RAF Wahn, 1954 bis 1956, F-84E/G, RF-84F (42. Tactische Verkenningssmalddel)
- Deutsche Luftwaffe
  - Fliegerhorst Büchel, Juni 1957 bis zirka Ende 1962, F-84F, (Waffenschule der Luftwaffe 30, Jagdbombergeschwader 33)
  - Fliegerhorst Eggebek, November 1960 bis Oktober 1964, RF-84F (Aufklärungsgeschwader 52)
  - Fliegerhorst Erding, Mai 1958 bis zirka Ende 1961, RF-84F (Waffenschule der Luftwaffe 50, Aufklärungsgeschwader 51 und 52)
  - Fliegerhorst Hopsten, August 1962 bis Mitte 1966, F-84F (Jagdbombergeschwader 36)
  - Fliegerhorst Husum, September 1959 bis Mai 1965, F-84F (Jagdgeschwader 35)
  - Fliegerhorst Lechfeld, Juli 1958 bis Juli 1966, F-84F (Jagdbombergeschwader 32)
  - Fliegerhorst Leck, Oktober 1964 bis 1965, F-84F (Aufklärungsgeschwader 52)
  - Fliegerhorst Manching, Mai 1960 bis Juni 1965, RF-84F (Aufklärungsgeschwader 51)
  - Fliegerhorst Memmingen, April 1959 bis Mai 1966, F-84F (Jagdbombergeschwader 34)
  - Fliegerhorst Nörvenich, Januar 1958 bis August 1962, F-84F (Jagdbombergeschwader 31, Jagdbombergeschwader 36)
- Französische Luftstreitkräfte
  - BA.136 Bremgarten, Mai 1957 bis Juni 1961 (EC 2/4 „La Fayette“)
  - BA.139 Lahr, August 1952 bis Mai 1956, F-84F/G (EC 1/11 „Roussillon“, EC 2/11 „Vosges“ und EC 1/9 „Limousin“), von 19xx bis 196x, RF-84F (ER 2/33 „Savoie“)
- Koninklijke Luchtmacht (der Niederlande)
  - RAF Bückeburg, September bis November 1954, F-84E (306. Squadron)
  - RAF Laarbruch, November 1954 bis Dezember 1957, F-84E/RF-84F (306. Squadron), Umrüstung von der E- auf die F-Baureihe im April 1956
- United States Air Forces in Europe
  - Bitburg AB, Juli 1952 bis August 1953, F-84E/G (36. FBW mit 22., 23. und 53. FBS), die G-Versionen waren vom 48. FBW in Chaumont ausgeliehen
  - Erding AB, zirka 1950 bis 1953 (85. Air Wing)
  - Fürstenfeldbruck AB, September 1950 bis November 1952, F-84E (36. FBW mit 22., 23. und 53. FBS), ab November 1952 noch weiter als vorgeschobene Basis insbesondere für Alarmrotten benutzt
  - Neubiberg AB, Oktober 1950 bis November 1952, F-84E (86. FBW, 525., 526. und 527. FBS)
  - Landstuhl AB, März 1952 bis Juli 1953, F-84E (86. FBW, 525., 526. und 527. FBS)

Im Mai/Juni 1952 lagen auch die drei Staffeln des 137. FBW kurzfristig in Landstuhl (zwei Staffeln) und Neubiberg (eine Staffel), da dieses aus den USA angekommene Geschwader die Chaumont-Semoutiers Air Base aus französischen politischen Gründen zunächst nicht beziehen durfte.

## Zwischenfälle
- Am 8. Juni 1951 starteten der Air-Force-Pilot Luther G. Roland und der norwegische Leutnant Björn Johansen mit zwei amerikanischen F-84E der 526th Fighter Squadron vom Giebelstadt Airfield südlich von Würzburg zu einem Übungs- und Einweisungsflug für den Norweger. Zum Ende des Übungsfluges wurden die Piloten durch absichtlich gefälschte Funknavigationssignale nach Prag gelockt. Vier Wochen nach der Landung auf dem Militärflugplatz Prag-Kbely kamen die beiden Piloten am 4. Juli 1951 frei und die Tschechoslowakei gab die Flugzeuge zurück – die innovativen Radar-Zielgeräte fehlten.[6][7]

- Am 10. März 1953 drangen zwei amerikanische Kampfflugzeuge des Typs F-84G „Thunderjet“ aus Westdeutschland in den Luftraum der Tschechoslowakei ein. Sie wurden von zwei tschechoslowakischen MiG-15 südlich Plzeň gestellt und verfolgt. Der Pilot Jaroslav Šrámek schoss eine der US-Maschinen ab, die bei Falkenstein (Bayern) abstürzte. Der US-Pilot konnte sich mit dem Schleudersitz retten und blieb unverletzt.[8]

- Am 13. Mai 1953 stürzte ein niederländisches Kampfflugzeug des Typs F-84G „Thunderjet“ (Kennzeichen K-116) aus Eindhoven in Bielefeld ab. Dabei kam der Pilot ums Leben. Beim Unfall in niedriger Flughöhe herrschten diesige Sichtbedingungen. Bericht im Stadtarchiv.[9][10]

- Am 29. Mai 1958 zwangen zwei sowjetische MiG-17 des in der DDR stationierten 773. Jagdfliegerregiments der 16. Luftarmee eine belgische RF-84F, die nach einem Orientierungsverlust ihres Piloten Martin Paulus in den Luftraum der DDR eingedrungen war, auf dem Flugplatz Damgarten zur Landung. Der Flugzeugführer wurde auf Bitte der belgischen Regierung nach zwei Wochen freigelassen. Das zur 42. Aufklärungsstaffel gehörige Flugzeug mit dem Kennzeichen H8 N wurde anschließend von Angehörigen des JG-1 der NVA zerlegt und Ende Juni auf dem Landweg nach Belgien rücküberführt.[11]

- Am 22. Oktober 1959 stürzten zwei F-84F des Jagdbombergeschwaders 34 der Luftwaffe in der Tschechoslowakei ab (Kennzeichen DD+107 und DD+108). Die beiden Piloten wurden am 3. Dezember 1959 am Grenzübergang Waidhaus den bundesdeutschen Behörden übergeben.[12]

- Einen Monat nach dem Bau der Berliner Mauer flogen am 14. September 1961 aufgrund eines Navigationsfehlers zwei F-84F des Jagdbombergeschwaders 32 der Luftwaffe über DDR-Territorium; nachdem sie nach West-Berlin gelotst worden waren, landeten sie sicher auf dem Flughafen Tegel.[13]

## Technische Daten
| Kenngröße             | Daten RF-84F Thunderflash                                | Daten F-84G                                                                                        |
| --------------------- | -------------------------------------------------------- | -------------------------------------------------------------------------------------------------- |
| Besatzung             | 1                                                        | 1                                                                                                  |
| Länge                 | 14,48 m                                                  | 11,71 m                                                                                            |
| Spannweite            | 10,25 m                                                  | 11,05 m                                                                                            |
| Höhe                  | 4,76 m                                                   | 3,84 m                                                                                             |
| Flügelfläche          |                                                          | |
| Flügelstreckung       |                                                          | |
| Leermasse             | 6360 kg                                                  | 5203 kg                                                                                            |
| Startmasse            | 11.527 kg                                                | 12.701 kg (max.)                                                                                   |
| Marschgeschwindigkeit |                                                          | 780 km/h                                                                                           |
| Höchstgeschwindigkeit | 1013 km/h                                                | 973 km/h                                                                                           |
| Steiggeschwindigkeit  |                                                          | 19,1 m/s                                                                                           |
| Dienstgipfelhöhe      | 11.100 m (bei der deutschen Luftwaffe)                   | 12.353 m                                                                                           |
| Reichweite            | 1350 km                                                  | 1600 km mit einer Tankfüllung; Luftbetankung möglich                                               |
| Antrieb               | ein Wright J65-W-7 mit 34,1 kN Schub                     | ein Allison J35-A-29 mit 24,7 kN Schub                                                             |
| Bewaffnung            | vier MG Browning M2, Kaliber .50 BMG (12,7 × 99 mm NATO) | sechs MG Browning M2, Kaliber .50 BMG (12,7 × 99 mm NATO), acht 127-mm-Raketen oder 2700 kg Bomben |